# I століття до н. е.

## Події
- кінець ІІ — початок І століття до н. е. — приєднання Тіри, Ольвії, Херсонеса, Боспору до Понтійського царства;
- 89—85, 83—82, 74—64 — війни Понтійського царства з Римом;
- 63 — повстання у Фанагорії, Німфеї, Феодосії, Херсонесі, та Пантікапеї проти Понтійського царства;
- 55 — зруйнування Ольвії гетами;
- 47 — поразка військ понтійського царя Фарнака в битві з військами Юлія Цезаря.